# Mark Chatfield
Mark Webster Chatfield (* 11. August 1953 in Bakersfield, Kalifornien; † 23. Dezember 1998) war ein US-amerikanischer Brustschwimmer.

## Leben
Chatfield studierte an der University of Southern California, wo er für die USC Trojans schwamm. 1973 war er US-amerikanischer Meister im 100-Meter Brustschwimmern.
1971 gewann Chatfield bei den Panamerikanischen Spielen im Brustschwimmern auf der 100-Meter-Strecke.
Chatfield nahm an den Olympischen Sommerspielen 1972 in München teil. Dort gelangte er in die Endausscheidung im 100-Meter-Brustschwimmen, wo er den 4. Platz belegte. 1973 gewann er bei den World University Games in der Staffel auf der 100-Meter-Bruststrecke (David Johnson, Mark Chatfield, Poucher, Kenneth Knox). Er war danach Mitglied der Pasadena Swimming Association.
1994 outete sich Chatfield als homosexuell bei den Gay Games. 1998 starb Chatfield an einem Malignen Lymphom.